# Scabroschema scabricolle
Scabroschema scabricolle là một loài bọ cánh cứng trong họ Cerambycidae.